# Psychotria mathewsii
Psychotria mathewsii är en måreväxtart som beskrevs av Paul Carpenter Standley. Psychotria mathewsii ingår i släktet Psychotria och familjen måreväxter. Inga underarter finns listade i Catalogue of Life.